# ビ・ヨンド 〜黒大将に見られてる〜
『ビ・ヨンド 〜黒大将に見られてる〜』（ビ・ヨンド くろだいしょうにみられてる）とは、1996年8月30日にシルキーズより発売されたPC-9800シリーズ用アダルトゲームである。
Windows版では2000年7月19日に『BE-YOND』（ビ-ヨンド）のタイトルでエルフより発売された。PC-9800シリーズ版のリメイク作で、フルカラーのフルボイスをしており、ピンクパイナップルのOVA第一話も1本同時収録されている。

## 解説
本作は記憶を失い、異形の姿で目覚めた主人公が従者とともに宇宙を旅するアドベンチャーゲームで、のちに『うたわれるもの』で知られる菅宗光がシナリオライターを務めたことで知られている。

## あらすじ
魔王はこれまでに幾度も出現しては文明を破壊し、いずこへと去っていったことが伝説として語り継がれた世界。
何度目かの復活の時、魔王は記憶を失った状態で目覚めてしまい、しもべを名乗る少女とともに宇宙をさまよっていった。
平和な生活を望む主人公だったが、彼が魔王という存在であるがゆえに、世間からの風当たりは冷たかった。

## 登場人物
魔王
本作の主人公。『BE-YOND』では宮本小十郎という名前が設定されている。
記憶を失った状態で、異形の姿で目覚めたという経緯を持つが、世間からの認識と実際の性格との違いによるトラブルに巻き込まれている。
レン
魔王のしもべを名乗る少女。当初は感情の起伏に乏しかったが、物語が進むにつれて感情が豊かになっていく。
エバ
銀河艦隊のリーダーを務める女性で、「刑事大佐」の肩書を持つ。魔王が性行為をした際に生じた衝撃波により艦隊を失ってしまう。
フェイ
賞金稼ぎの女性。高名な賞金稼ぎを父に持つも、ドジな性格ゆえに賞金首を捕まえらえたためしがなく、「神風フェイ」というあだ名も逃げ足の速さからついたものである。
アメジスト
神聖ライトゥワースの第一王女で、『ミカルラの宝石』の異名を持つ。ただし、本人は王族としての暮らしに不満を持っており、愛情表現と称して周囲を翻弄させることが多い。
チャイム
ウィネリア王国の王女で、聖母の異名を持つ。救国の英雄である「漆黒の天使」に思いを寄せており、負傷して眠りについている天使をなんとかしたいと考えている。また、天使のことになると暴走しがちだが、平時は心優しい性格から臣民の信頼を得ている。
ベルモット
ファーンの第一王女で、国の防衛のため、陣頭指揮を執ることもあることから、『ファーンの戦姫』の異名をもつ。
アメジストの幼馴染であり、彼女に最も振り回されている人物でもある。愛称はベル。

## アダルトアニメ
1998年に『ビ・ヨンド』のタイトルでピンクパイナップルよりOVA全2巻が発売された。

### スタッフ
- 原作：「ビ・ヨンド～黒大将に見られてる～」(シルキーズ)
- 企画：乱交太郎
- プロデューサー：大宮三郎、神田修吉
- 脚本：冨岡淳広[1]
- 絵コンテ：石山タカ明
- 監督・演出：くりもとひろゆき
- キャラクターデザイン・作画監督：山田俊也
- 色彩設計：野口稔
- 特殊効果：小森靖彦
- リスワーク：マキ・プロ
- 美術監督：福田和矢
- 背景：シースルースタジオ
- 撮影監督：沖野雅英
- 編集：ジェイ・フィルム、関一彦、山森重之
- 音楽：BANG HEADS
- 音響監督：渡辺淳
- 音響プロデューサー：飯塚康一
- 音響制作：ケイ・エス・エス
- 現像：イマジカ
- VTR編集：KSSスタジオ、宗和洋史
- 制作進行：井上剛
- 制作担当：井口憲明
- アニメーション制作：ビ・ヨンドプロジェクト、TEAM IGUCHI
- 製作：ピンクパイナップル

### 主題歌
エンディングテーマ「幸せの花束」
作詞：松本花奈、作曲：水島康宏、編曲：山本はるきち、歌：そのざきみえ

### 映像ソフト
- ビ・ヨンド 第1話「覚醒 ～awakening Satan；the Devil～」 1998年2月27日発売 VHS:KSVA-53331/LD:KSLA-53331
- ビ・ヨンド 第2話「伝説 ～The legend of Satan；the Devil～」 1998年5月29日発売 VHS:KSVA-53332/LD:KSLA-53332
- ビ・ヨンド全集 2001年5月25日発売 DVD:KSXA-54035

## 評価

### OVA版に対する評価
おたぽるの穴リスト猫はOVA版について「キャラクター分けがうまくいっており、古い作品ながらも今（2019年）でも楽しめる」と評価している。